# Янково (Ольштинський повіт)
Янково (пол. Jankowo, нім. Ankendorf) — село в Польщі, у гміні Свьонтки Ольштинського повіту Вармінсько-Мазурського воєводства.
Населення — 123 особи (2011).
У 1975-1998 роках село належало до Ольштинського воєводства.

## Демографія
Демографічна структура станом на 31 березня 2011 року:
|          | Загалом | Допрацездатний вік | Працездатний вік | Постпрацездатний вік |
| -------- | ------- | ------------------ | ---------------- | -------------------- |
| Чоловіки | 69      | 18                 | 46               | 5                    |
| Жінки    | 54      | 12                 | 33               | 9                    |
| Разом    | 123     | 30                 | 79               | 14                   |